# Barrage de Grand Coulee
Le barrage de Grand Coulee (en anglais : Grand Coulee Dam) est un barrage hydroélectrique de type poids sur le Columbia, dans l'État de Washington aux États-Unis, destiné à produire de l'électricité et à permettre l'irrigation. Construit entre 1933 et 1942, il ne possédait à l'origine que deux centrales électriques produisant 2 280 MW. En 1974, l'installation d'une troisième centrale porte la puissance à 6 500 MW faisant de ce barrage le plus puissant des États-Unis et l'une des plus grandes structures en béton au monde.
Le barrage fut le résultat d'un âpre débat qui eut lieu dans les années 1920 entre ceux qui voulaient irriguer la Grand Coulee avec un canal et ceux qui privilégiaient un barrage équipé d'un système de pompage. Les partisans d'un barrage remportèrent la partie en 1933 mais pour des raisons fiscales, la conception initiale prévoyait un barrage de 79 m qui ne permettait pas l'irrigation. Le Bureau of Reclamation et un consortium de trois sociétés appelé MWAK (Mason-Walsh-Atkinson Kier Company) commencèrent la construction en 1933. Après une visite du site en août 1934, le président Franklin Delano Roosevelt fit évoluer les plans en vue de construire un « barrage haut » plus cher mais qui permettrait l'irrigation. Le projet de barrage haut fut adopté par le Congrès des États-Unis en 1935 et il fut terminé le 1er juin 1942 lorsque l'eau dépassa le niveau du déversoir.
Les centrales hydroélectriques du barrage permirent l'industrialisation du nord-ouest américain lors de la Seconde Guerre mondiale. Entre 1967 et 1974, la troisième centrale fut construite en plus des deux centrales existantes. La décision de sa construction fut influencée par la demande croissante en énergie, par le besoin de réguler le débit de la rivière stipulé dans le Traité du fleuve Columbia avec le Canada et par la compétition avec l'Union soviétique. À travers une série d'améliorations et l'installation d'équipements de pompage-turbinage, le barrage possède une capacité installée de 6 810 MW. Le Columbia Basin Project permet ainsi l'irrigation de 2 720 km2.
Le réservoir est nommé Lac Franklin D. Roosevelt en hommage au président américain qui présidait lors de la construction du barrage. Comme de nombreux autres ouvrages hydroélectriques, le barrage de Grand Coulee entraîna le déplacement de populations. 3 000 amérindiens furent par exemple chassés de leurs terres ancestrales par la mise en eau du barrage. Ce dernier empêche également la migration des saumons, perturbant leur cycle de reproduction.

## Contexte
La Grand Coulee est un ancien lit de rivière situé sur le plateau du Columbia apparu au Pléistocène lors du retrait des glaciers. Les géologues pensaient initialement que la Grand Coulee avait été formée par un glacier mais la théorie selon laquelle elle avait été creusée par de fortes inondations issues du lac glaciaire Missoula s'imposa à partir du milieu du XXe siècle. La plus ancienne proposition connue pour irriguer la Grand Coulee avec l'eau de la rivière Columbia remonte à 1892 lorsque le Coulee City News et The Spokesman Review publièrent un projet proposé par un certain Laughlin MacLean prévoyant la construction d'un barrage de 330 m en travers de la Columbia, assez haut pour faire refluer l'eau dans la Grand Coulee. Un barrage de cette taille aurait un réservoir qui empiéterait sur le territoire canadien, ce qui serait en contradiction avec les traités. Peu après sa création, le Bureau of Reclamation lança une étude pour pomper l'eau de la rivière Columbia et irriguer des zones au centre de l'État de Washington. Une tentative pour lever des fonds échoua en 1914 après que le Congrès eut refusé la création d'obligations d'État.
Un avocat d'Ephrata nommé William M. Clapp proposa en 1917 que la Columbia devait être barrée immédiatement après la Grand Coulee. Il suggérait qu'un barrage de béton pourrait inonder le plateau comme la nature l'avait fait avec les glaciers des millénaires auparavant. Clapp fut rejoint par un autre avocat, James O'Sullivan et par Rufus Woods, éditeur du journal Wenatchee World. Ensemble, ils furent connus sous le nom de Dam College (association du barrage). Rufus commença à promouvoir le barrage Grand Coulee dans son journal, souvent avec des articles écrits par O'Sullivan. L'idée du barrage gagna en popularité auprès du public. Les experts restaient cependant divisés en deux camps. D'un côté, les "pompeurs" favorables à un barrage associé à un système de pompes pour élever l'eau de la Columbia jusque dans la Grand Coulee où des canaux et des canalisations permettraient l'irrigation. De l'autre, les "creuseurs" préféraient détourner les eaux de la rivière Pend Oreille via un canal jusque dans les plaines du centre et de l'est de l'État. De nombreux locaux, tels que Woods, O"Sullivan et Clapp étaient des pompeurs tandis que d'influents hommes d'affaires à Spokane associés à la Washington Water and Power Company (WWPC) étaient de fervents creuseurs. Les pompeurs avançaient que la production d'électricité du barrage pourrait être utilisée pour réduire le cout de la construction et accusaient les creuseurs de vouloir maintenir un monopole sur l'électricité dans la région.

« Une telle puissance, une fois développée pourrait alimenter des voies ferrées, des usines, des mines, des pompes d'irrigation, fournir de la chaleur et la lumière sur une telle étendue que globalement ce serait le plus exceptionnel, le plus intéressant et le plus remarquable développement à la fois de l'irrigation et de la production d'énergie de cet âge de miracles industriels et technologiques. »

— Rufus Woods, 
En 1921, la WWPC obtint un permis pour la construction d'un barrage à Kettle Falls à environ 180 km de la Grand Coulee. S'il était construit, ce barrage reposerait dans le réservoir du barrage de Grand Coulee et rendrait impossible sa construction. la WWPC lança des fausses rumeurs selon lesquelles des forages dans la Grand Coulee n'avaient trouvé que de l'argile et de la roche fragmentée mais pas de granit sur lequel les fondations du barrage pourraient reposer. Ces rumeurs furent démenties par de nouveaux forages ordonnés par le Bureau of Reclamation. Les creuseurs engagèrent alors le général George Washington Goethals, ingénieur du Canal de Panama pour préparer un rapport. Ce dernier, truffé d'erreurs, ne fit pas évoluer la position du Bureau of Reclamation. En juillet 1923, le président Warren Gamaliel Harding visita l'État de Washington et exprima son soutien aux travaux sur l'irrigation dans la région, mais il mourut un mois plus tard. Son successeur Calvin Coolidge n'avait que peu d'intérêt pour les projets d'irrigation. Le Bureau of Reclamation, désireux de mener un important projet pour accroitre sa réputation, était concentré sur le Boulder Canyon Project qui aboutira au Hoover Dam. Le Bureau fut autorisé à mener une étude en 1923 mais le cout du projet rendit les décideurs fédéraux réticents. Les propositions de l'État de Washington reçurent peu de soutien de ceux qui craignaient que l'irrigation n'entraine une surproduction de céréales et une baisse des prix. Après le refus du président Coolidge, les demandes de fonds pour réaliser des études sur le site ne furent pas accordées.

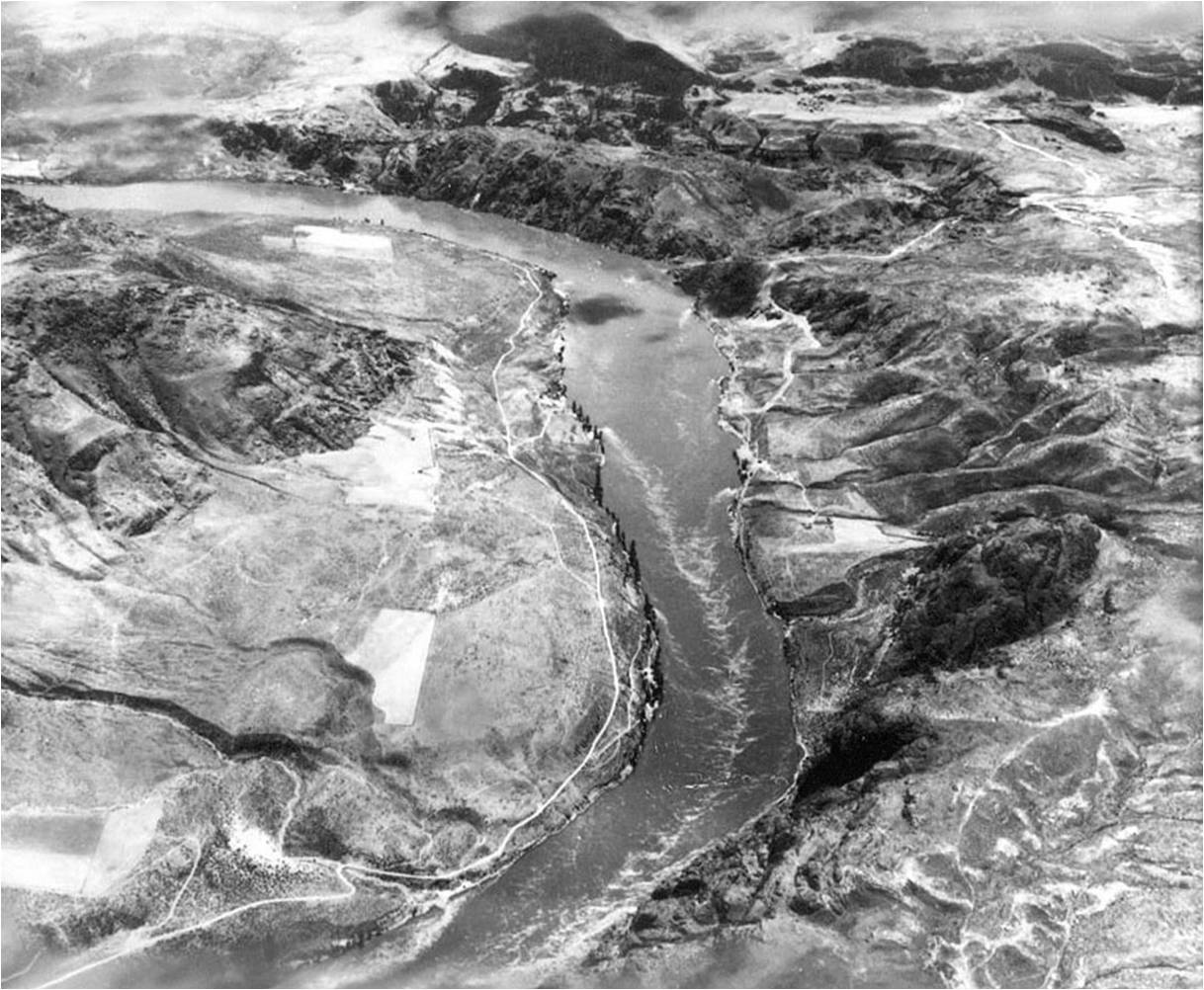
Photo du barrage prise avant la construction en direction du sud

En 1925, le Congrès autorisa le Corps du génie de l'armée des États-Unis à mener une étude de la rivière Columbia. Cette étude fut incluse au sein du Rivers and Harbors Act de mars 1925 qui finançait les études sur la navigation, la production d'énergie, le contrôle des crues et le potentiel d'irrigation des rivières. En avril 1926, le Corps des ingénieurs présenta son premier rapport. Avec le soutien des sénateurs Wesley Livsey Jones et Clarence Dill, le Congrès avança 600 000 $ pour des études complémentaires devant être menées par le Corps des ingénieurs et la Federal Power Commission sur le bassin de la rivière Columbia et la Snake river. Le major John Butler présenta son rapport de 1000 pages au Congrès en 1932. Il recommandait la construction du barrage de Grand Coulee ainsi que celle de neuf autres barrages dont certains au Canada. Le rapport établit que la vente de l'électricité produite permettrait de payer les couts de construction. Le Bureau of Reclamation, dont l'intérêt pour le barrage fut relancé par le rapport lui apporta son soutien,.
Bien qu'il y eut un soutien pour le barrage Grand Coulee, certains avancèrent que le nord-est n'avait pas besoin d'électricité supplémentaire et que l'agriculture était déjà en surproduction. Le Corps des ingénieurs ne pensait pas que la construction devait être un projet fédéral et prévoyait peu de demande pour l'électricité. Le Bureau avançait que la demande aura augmenté le temps que le barrage soit construit. Son directeur, Elwood Mead déclara qu'il voulait ce barrage quel qu'en soit le cout. Le nouveau président Franklin Delano Roosevelt supporta le projet de barrage du fait de son potentiel d'irrigation et l'électricité qu'il pourrait produire mais était gêné par les 450 millions de dollars prévus pour sa construction. Pour cette raison, il soutenait un "barrage bas" de 88 m au lieu du "barrage haut" de 170 m. En 1933, le gouverneur de l'état de Washington Clarence D. Martin créa la commission du bassin de la Columbia pour superviser le projet du barrage, et le Bureau fut choisi pour en superviser la construction.

## Construction

### Le barrage bas
Le 16 juillet 1933, 3 000 personnes assistent aux premiers coups de pioche sur le site du barrage. Les forages commencent en septembre et le Bureau of Reclamation accélère ses études du design du barrage. Le barrage bas permet un contrôle des crues, une irrigation et la production d'électricité mais son réservoir n'est pas assez haut pour pouvoir irriguer le plateau autour de la Grand Coulee. Cependant, la conception permet un rehaussement ultérieur de la structure.

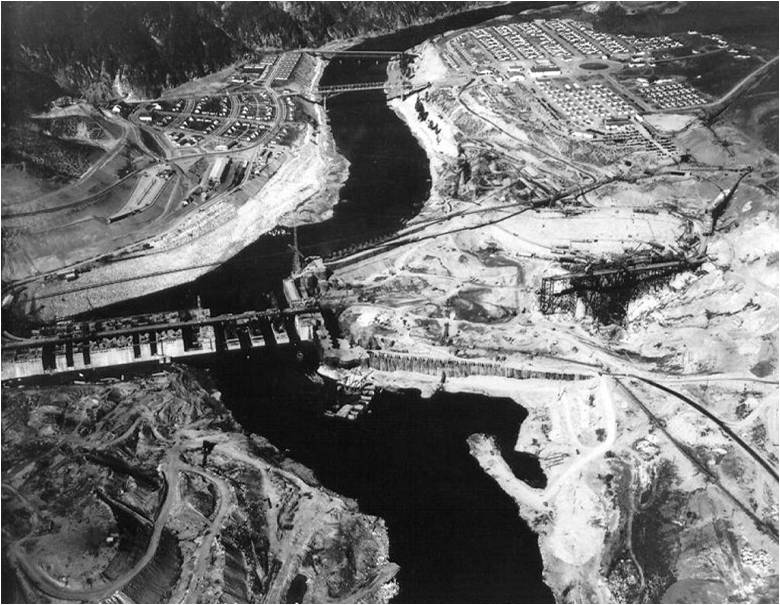
Photographie du batardeau est après que la base ouest ait été achevée

Avant même le début de la construction, les ouvriers et les ingénieurs connaissent plusieurs problèmes. Les contrats de construction des différentes parties du barrage étaient difficiles à attribuer car peu d'entreprises étaient capables de les mener à bien. De plus, il fallait déplacer des tombes amérindiennes et construire des échelles à poisson temporaires. Durant la construction, le chantier connut plusieurs glissements de terrain et il fallut protéger le béton tout juste posé contre le gel. La construction du Grand Coulee Bridge en aval commence en mai 1934 et les grands travaux de terrassement en août. Les fondations du barrage nécessitent l'excavation de 17 000 000 m3 de roche et de terre. Pour faciliter l'évacuation des gravats et limiter le nombre de camions, une bande transporteuse de 3,2 km est construite. Pour renforcer les fondations, les ouvriers forent des trous de 270 m dans le soubassement en granit et comblent les fissures avec du béton. Pour lutter contre les nombreux glissements de terrain, des tubes de 76 mm de diamètre sont insérés dans le sol et remplis d'un liquide réfrigérant permettant ainsi de geler le sol et d'assurer sa stabilité.
L'appel d'offre final commence le 18 juin 1934 à Spokane et quatre propositions sont reçues. L'une d'entre elles émane d'un avocat sans appui financier et une autre de l'actrice Mae West, consistant en un poème promettant de dévier la rivière. L'une des deux offres sérieuses est faite par un consortium de trois entreprises : Silas Mason Co. de Louisville, dans le Kentucky, Walsh Construction Co. de Davenport dans l'Iowa et New York and Atkinson-Kier Company de San Francisco et San Diego en Californie. Le consortium est connu sous le nom de MWAK et son offre est de 29 339 301 $, 15 % de moins que les 34,5 millions de dollars soumis par Six Companies, Inc., la société qui construisait le barrage Hoover.

### Batardeaux
Deux larges batardeaux furent construits pour le barrage mais ils étaient parallèles à la rivière au lieu de la couper, ainsi des forages dans les parois du canyon n'étaient pas nécessaires. À la fin de l'année 1935, 1 200 ouvriers travaillaient à la construction des batardeaux est et ouest. Celui à l'ouest mesurait 610 m de long, 15 de haut et était construit 34 m au-dessus du soubassement rocheux. Les batardeaux permettaient aux ouvriers d'assécher des portions du lit de la rivière pour commencer la construction du barrage tout en permettant à l'eau de continuer de couler au centre du fleuve. Une fois que les fondations ouest avaient été terminées, des parties du batardeau furent retirées permettant à l'eau de traverser les fondations du nouveau barrage. En février 1936, MWAK avait commencé la construction de batardeaux au milieu de la rivière et en décembre, la totalité de la Columbia était déviée à travers les fondations ouest et est ce qui attira de nombreux curieux.

### Évolution du design

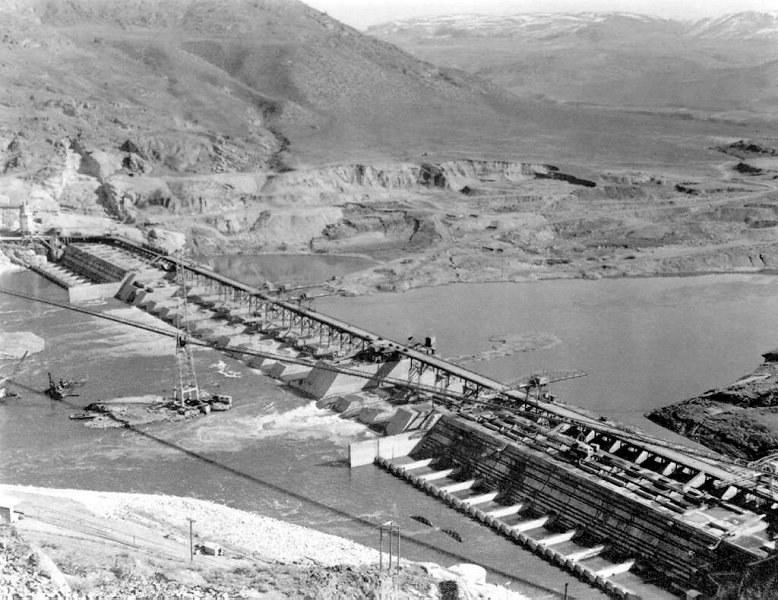
Fondations du barrage en 1938

Le 4 aout 1936, le président Franklin Delano Roosevelt visita le site de construction et fut impressionné par le projet et ses objectifs. Il prononça un discours se terminant par "Je repars aujourd'hui avec le sentiment que ce travail est bien mené, que nous allons de l'avant avec un projet utile que nous allons réussir pour le bénéfice de notre nation". Peu après sa visite, le Bureau fut autorisé à lancer la construction d'un barrage haut mais la transition fut délicate tout comme les négociations avec MWAK. En juin 1935, MWAK et Six Companies Inc. se regroupèrent pour former Consolidated Builders Inc. et reçurent 7 millions de dollars supplémentaires pour achever la construction du barrage haut. Six Companies venaient tout juste d'achever le barrage Hoover et les travaux du barrage de Parker approchaient de la fin. Le nouveau design conçu par le Bureau of Reclamation à Denver comportait de nombreuses améliorations telles que l'installation de pompes destinées à l'irrigation.
Roosevelt imagina que le barrage pourrait servir son projet de New Deal sous le contrôle de la Public Works Administration en créant des emplois et des opportunités dans l'agriculture. De plus, Roosevelt voulait conserver le prix de l'électricité à un faible niveau en limitant le contrôle des services publics par des organismes privés. De nombreux partisans du barrage s'opposèrent à la prise de contrôle du projet par l'état fédéral mais Washington manquait de ressources pour mener à bien le projet uniquement sur des fonds publics,. En aout 1935, une décision de la Cour Suprême autorise l'acquisition des territoires indiens et le Congrès accorde des fonds pour la construction du barrage haut sous l'égide du River and Harbors Act. Le principal obstacle législatif à la construction était retiré.
« C'est dans le but de contrôler les inondations, d'améliorer la navigation, de réguler le débit des cours d'eau des États-Unis, d'assurer le stockage et la livraison des eaux stockées, de mettre en valeur les terres publiques et les réserves indiennes et d'autres utilisations bénéfiques, et la production d'énergie électrique comme moyen d'aider financièrement cette entreprise que les projets connus sous le nom de "Parker Dam" sur le fleuve Colorado et "Grand Coulee Dam" sur le fleuve Columbia sont autorisés et adoptés.
—1935 Rivers and Harbors Act Section 2, 30 aout 1935, [H.R. 6250] [Public, No. 409] »

### De la première coulée de béton à l'achèvement

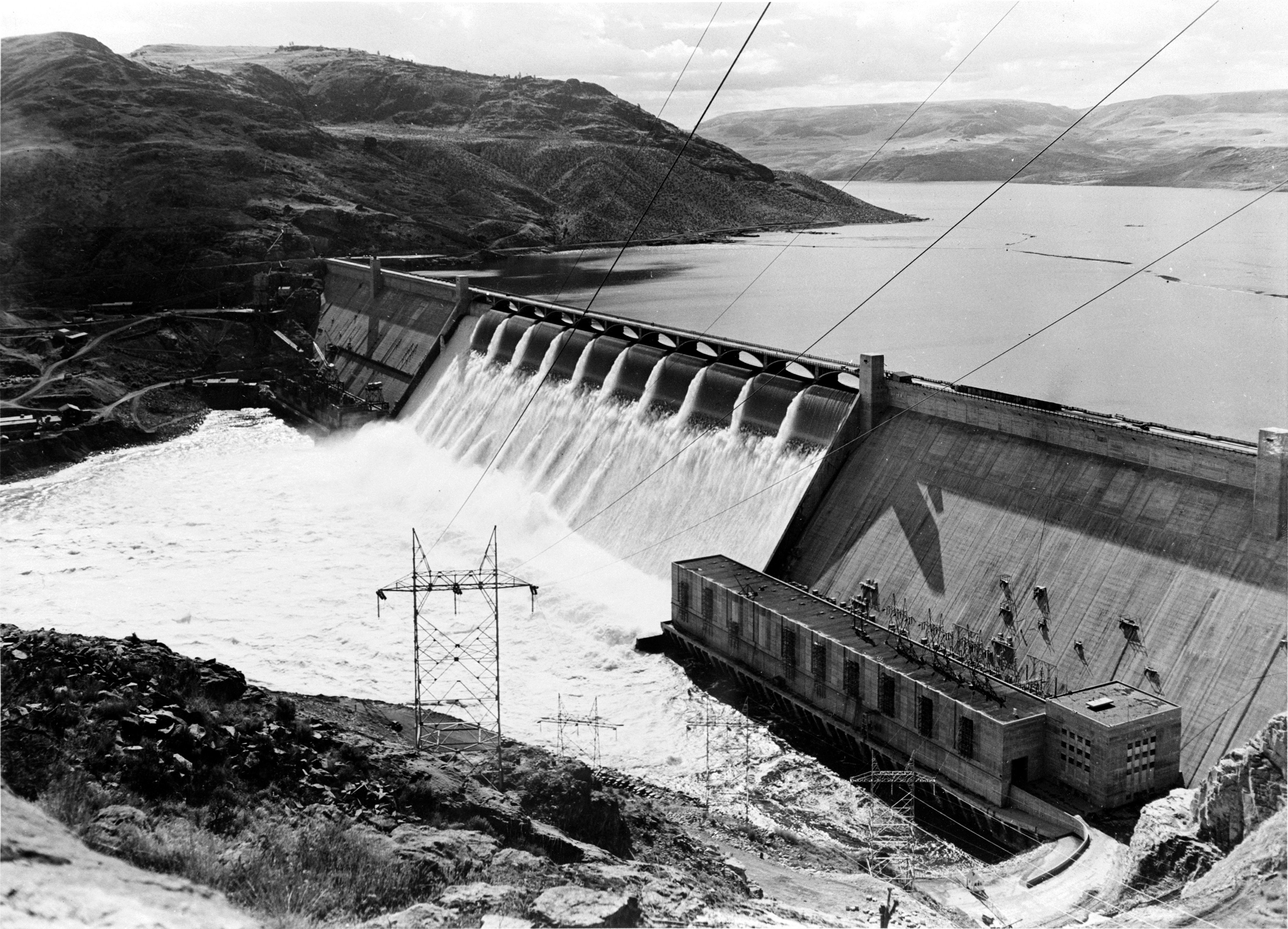
Le barrage une fois terminé et l'eau dépassant le niveau du déversoir

Le 6 décembre 1935, le gouverneur Clarence Martin présida à la cérémonie de la première coulée de béton. Au cours de la construction, le béton grossier était acheminé sur le site par wagons avant d'être traité par huit grandes bétonnières. Le béton était ensuite versé dans des colonnes de 4,6 m2 à l'aide de seaux de huit tonnes transportés par grues. Pour refroidir le béton et réduire la durée de séchage, 3 200 km de canalisations furent installées dans la masse de béton. L'eau froide de la rivière était pompée dans ces tuyaux et réduisait la température de 41 à 7 °C. Ce refroidissement provoqua une contraction du barrage de 24 cm suivant sa largeur. Les vides créés et les canalisations devenues inutiles furent remplis de béton.
Jusqu'au commencement du projet de barrage, la portion de la rivière Columbia où l'ouvrage devait être construit ne possédait aucun pont, ce qui rendait difficile le transfert des ouvriers et du matériel d'une rive à l'autre. En janvier 1936, le Grand Coulee Bridge (un pont permanent autoroutier) fut ouvert après de nombreux retards liés aux crues ; Trois ponts supplémentaires et temporaires furent construits en aval pour déplacer les ouvriers et les véhicules ainsi que le sable et le gravier nécessaire à la fabrication de béton,. En mars 1938, MWAK termina la construction du barrage bas et Consolidated Builders Inc. entama celle du barrage haut. La centrale électrique occidentale fut achevée en décembre 1939 et environ 5 500 ouvriers travaillaient sur le site cette année. Entre 1940 et 1941, les onze vannes du barrage furent installées sur le déversoir et la production d'électricité commença en janvier 1941. Le réservoir fut rempli et l'eau commença à déborder sur le déversoir le 1er juin 1942 tandis que les travaux furent officiellement achevés le 31 janvier 1943,. Le dernier des 18 générateurs originaux ne fut pas opérationnel avant 1950.

### Préparation du réservoir

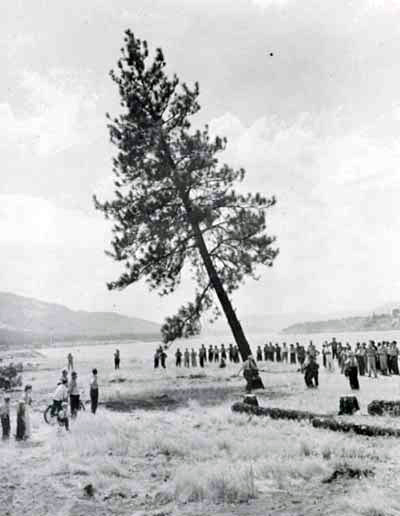
Le dernier arbre se trouvant dans la zone du réservoir est abattu en juillet 1941

En 1933, le Bureau of Reclamation commença à acheter des terres jusqu'à 243 km en amont du barrage pour implanter le futur réservoir. Ce dernier, connu ultérieurement sous le nom de lac Roosevelt devait inonder 285 km2 et le Bureau acheta 47 km2 de terres autour du futur littoral. Dans la zone, on trouvait onze villes, deux voies ferrées, trois autoroutes, plus de 250 km de routes plus petites, quatre scieries, 14 ponts, quatre systèmes de téléphone et de télégraphe et plusieurs lignes électriques et cimetières. Toutes ces installations devaient être acquises ou déplacées, ainsi 3 000 résidents furent relogés. Le Anti-Speculation Act de 1937 limitait le prix des terrains appartenant à des propriétaires terriens pour éviter une inflation des prix. Le gouvernement fit des estimations des terrains et offrit aux résidents de les acheter. Beaucoup refusèrent cette offre et le Bureau dut entamer des procédures juridiques. Les membres des tribus amérindiennes Colville et Spokane qui possédaient des implantations dans la zone du réservoir furent également relogés. Le Acquisition of Indian Lands for Grand Coulee Dam Act du 29 juin 1940 autorisait le Secrétaire à l'intérieur à acquérir des terres sur les réserves Colville et Spokane, ces acquisitions représentaient 85 km2. En 1942, tous les terrains avaient été achetés au prix du marché pour un total de 10,5 millions de dollars qui incluait le transfert des fermes, des ponts, des autoroutes et des voies ferrées. Aucune indemnisation n'était offerte aux propriétaires terriens pour ce déplacement, cela était courant jusqu'à l'évolution des lois américaines en 1958.
À la fin 1938, la Public Works Administration commença à déboiser la zone du réservoir sur une surface de 220 km2. Le bois coupé était vendu au plus offrant, la Lincoln Lumber Company, qui payait 2,25 $ pour une centaine de planches. Le rythme de défrichement s'accéléra en avril 1941 lorsque le barrage fut déclaré indispensable à la sécurité nationale. Le dernier arbre fut abattu le 19 juillet 1941 après une cérémonie par le superviseur du Bureau Frank A. Banks et le représentant local de la Public Works Administration Carl W. Smith. Un total de 2 626 personnes travaillèrent sur ce projet et habitaient dans cinq camps le long de la rivière Columbia. Cette préparation du réservoir couta 4,9 millions de dollars.

### Main d'œuvre

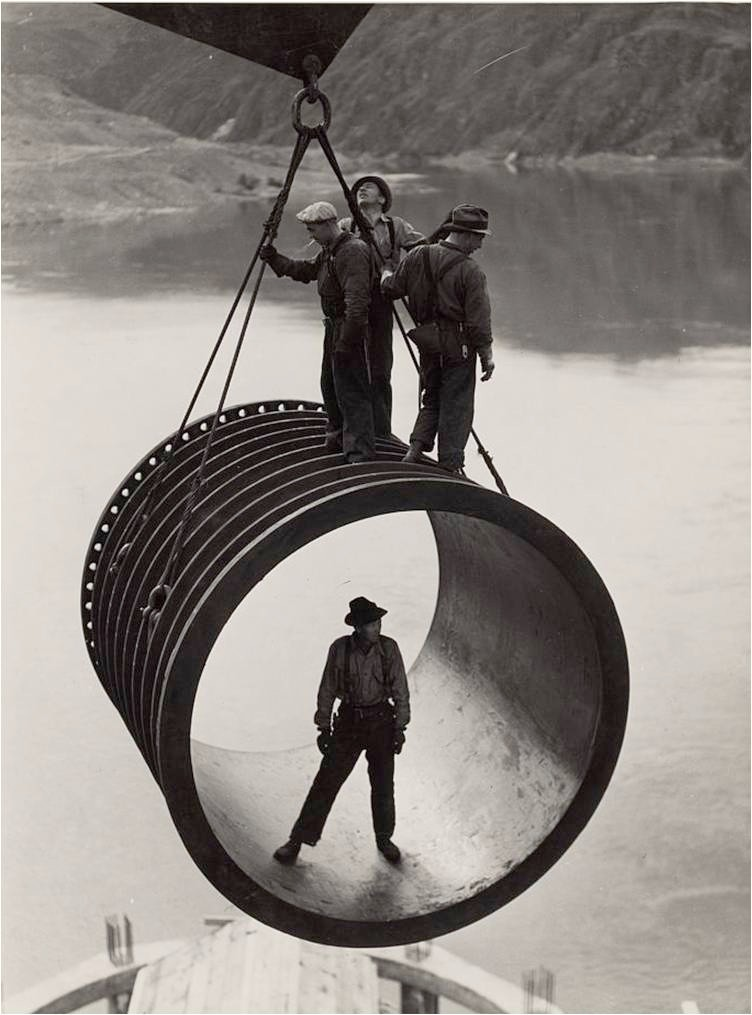
Installation d'une section de conduite forcée

Les ouvriers travaillant sur le barrage recevaient en moyenne 80 cents par heure, ce qui était important pour l'époque. Les travailleurs venaient principalement des comtés de Grant, de Lincoln, de Douglas et d'Okanogan et les femmes étaient autorisées à travailler uniquement dans les dortoirs et les cuisines de chantier. Environ 8 000 personnes travaillaient sur le site et Frank A. Banks était l'ingénieur responsable de la construction, Bert A. Hall était l'inspecteur en chef et Orin G. Patch était le responsable du béton,,. Les conditions de travail étaient dangereuses et 77 ouvriers furent tués.
Les logements des ouvriers furent construits en aval du site du barrage ainsi que quatre ponts dont le Grand Coulee Bridge qui existe encore aujourd'hui. Le Bureau implanta son bâtiment administratif et des logements à Engineer's Town (ville des ingénieurs) sur la rive ouest en aval du barrage. Sur la rive opposée, MWAK construisit Mason City en 1934 qui comprenait un hôpital, un bureau de poste, l'électricité et d'autres équipements pour une population de 3 000 personnes. Les maisons avec trois chambres dans la ville étaient louées pour 32 $ par mois. Cependant Engineer's Town était considérée comme mieux aménagée. Plusieurs autres zones habitées se formèrent autour du site dans une zone connue sous le nom de Shack Town (ville de cabanes) qui ne disposait pas d'un accès à l'électricité et aux équipements disponibles dans les autres villes. Achevée en 1935, la ville de Grand Coulee se trouvait juste à l'ouest du site du barrage sur le plateau. MWAK revendit Mason City au Bureau en 1937 et en 1956, ce dernier regroupa Mason City et Engineer's Town pour former la ville de Coulee Dam.

### Pompes d'irrigation
Avec le commencement de la Seconde Guerre mondiale, la production d'énergie devint plus importante que l'irrigation. En 1943, le Congrès approuva le Columbia Basin Project et le Bureau of Reclamation commença la construction des équipements d'irrigation en 1948. Directement à l'ouest du barrage de Grand Coulee, le barrage North fut construit. Ce dernier avec le barrage de Dry Falls au sud créèrent le lac Banks s'étendant sur 43 km le long de la Grand Coulee. D'autres barrages comme les barrages Pinto et O'Sullivan furent construits et permirent la création d'un vaste réseau d'irrigation. L'irrigation commença entre 1951 et 1953 lorsque six des douze pompes furent installées sur le lac Banks.

## Expansion

### Troisième centrale électrique

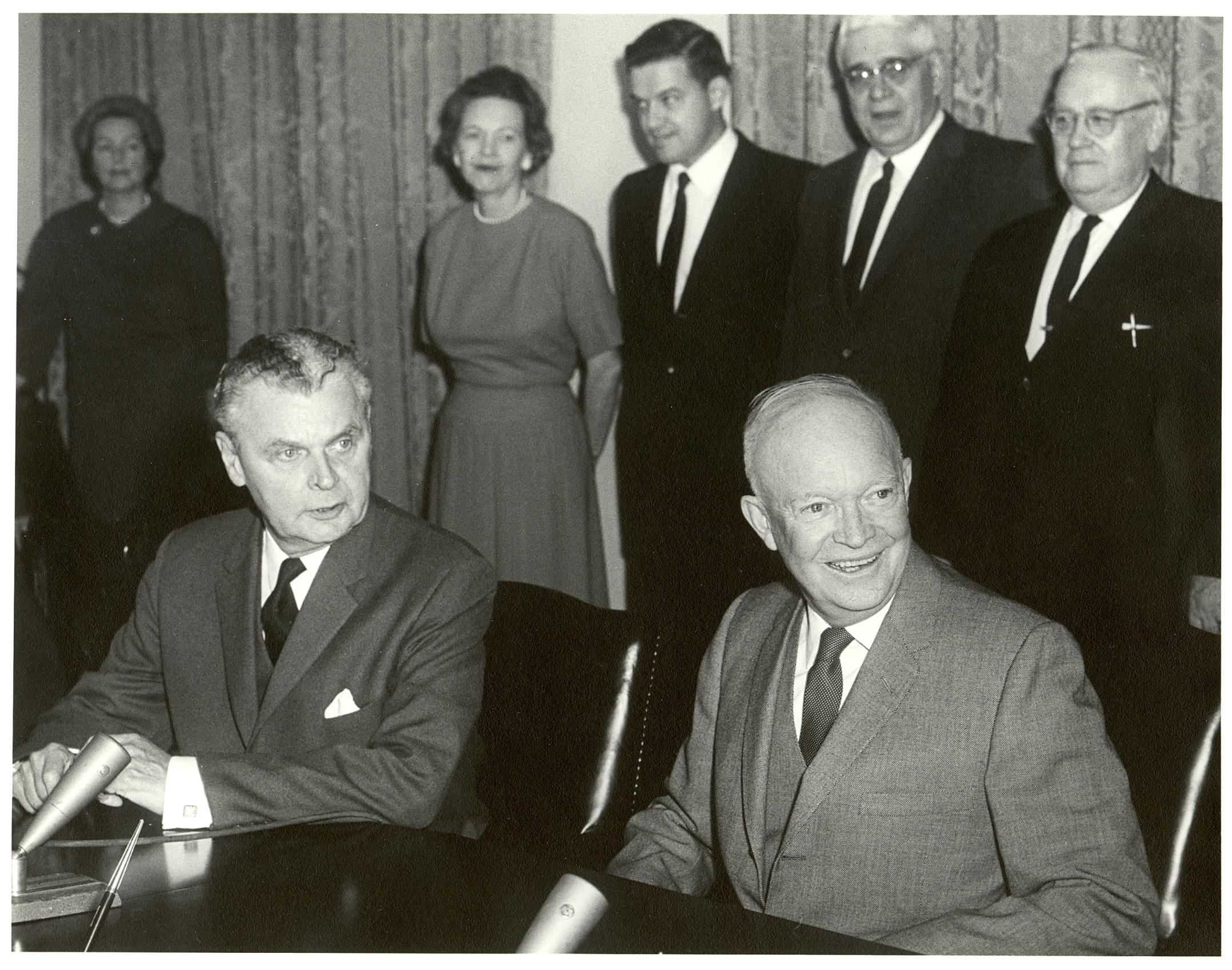
Le premier ministre canadien John Diefenbaker (à gauche) et le président américain Dwight Eisenhower lors de la signature du Traité du fleuve Columbia, 1961

Après la Seconde Guerre mondiale, la demande croissante en électricité déclencha l'intérêt pour la construction d'une nouvelle centrale électrique au sein du Grand Coulee Dam. L'un des obstacles à cet agrandissement était la grande variation du débit de la rivière Columbia suivant la période de l'année. Actuellement, le débit est précisément régulé et cette variation n'existe presque plus. Historiquement, 75 % du débit annuel de la rivière se produisait entre avril et septembre. Durant l'étiage, le débit était d'environ 2 000 m3/s tandis que durant le maximum du printemps, il pouvait atteindre 14 000 m3/s. Seules neuf des 18 turbines du barrage pouvaient fonctionner tout au long de l'année. Les neuf autres ne tournaient que durant moins de six mois par an. En 1952, le Congrès débloqua 125 000 $ pour permettre au Bureau of Reclamation d'effectuer des études de faisabilité pour la construction d'une troisième centrale électrique qui fut achevée en 1953 et proposait deux emplacements. Neuf générateurs identiques de 108 MW étaient recommandés mais le problème restait inchangé car ils ne pourraient opérer que durant les périodes de hautes-eaux.
Une nouvelle régulation du débit de la Columbia était donc nécessaire pour rendre la nouvelle centrale intéressante. Un stockage de l'eau et des projets de régulation au Canada étaient indispensables tout comme un traité résolvant les nombreux différends économiques et politiques créés par cette situation. Le Bureau et le Corps des ingénieurs de l'Armée explorèrent différentes alternatives qui ne dépendraient pas d'un accord avec le Canada comme le rehaussement du niveau des lacs Flathead ou Pend Oreille mais les deux propositions rencontrèrent une forte opposition locale. Le Traité du fleuve Columbia, qui était en discussion entre les États-Unis et le Canada depuis 1944 était vu comme la solution. Les efforts pour construire une nouvelle centrale hydroélectrique furent également influencés par la compétition avec l'Union soviétique qui avait construit des centrales sur la Volga qui était plus large que la Grand Coulee.

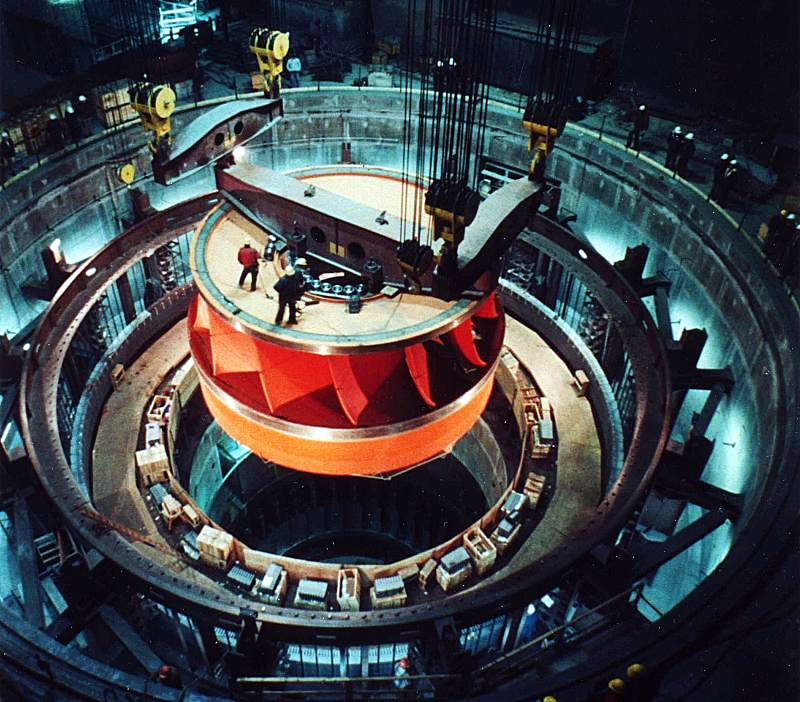
Installation de l'une des nouvelles turbines de la troisième centrale hydroélectrique

Après une controverse légale au Canada, le traité est ratifié le 16 septembre 1964 et le Canada s'engage à construire les barrages Duncan, Keenleyside et Mica permettant de réguler le débit de la Columbia. Peu après, le sénateur de l'état de Washington Henry M. Jackson, fervent partisan de la nouvelle centrale, annonça que le Bureau allait présenter le projet devant le Congrès pour obtenir des financements. Pour soutenir la compétition avec l'Union soviétique et accroitre la production d'énergie, il fut proposé d'augmenter la puissance des turbines. Avec la possibilité pour des compagnies étrangères de participer à l'appel d'offre, les Soviétiques qui venaient d'installer un générateur de 500 MW sur l'Ienisseï montrèrent leur intérêt. Afin d'éviter l'embarras qui suivrait la construction d'une centrale électrique par le grand adversaire, le Département de l'intérieur rejeta l'appel d'offre international. La troisième centrale fut approuvée par la président Lyndon Johnson le 14 juin 1966.
Entre 1967 et 1974, le barrage fut agrandi pour recevoir la troisième centrale. Commencés en juillet 1967, les travaux impliquaient la destruction de la partie nord-est du barrage et la construction d'une extension en aval. L'excavation de 16 820 207 m3 de terre et de roche devait être réalisée avant de pouvoir construire la nouvelle section de 526 m de long. Cette extension fit que le barrage atteignait presque un mile de longueur (1 609 m). La conception initiale de la centrale prévoyaient 12 unités de petite taille mais fut modifiée pour incorporer six des plus puissants générateurs disponibles. Pour les alimenter en eau, six conduites forcées d'un diamètre de 12 m furent construits. Sur les nouvelles turbines, trois unités de 600 MW étaient construites par Westinghouse et les trois autres par General Electric. Le premier générateur fut inauguré en 1975 et le dernier en 1980. Les trois unités de 700 MW furent par la suite transformées par Siemens pour atteindre 805 MW.

### Centrale de pompage-turbinage

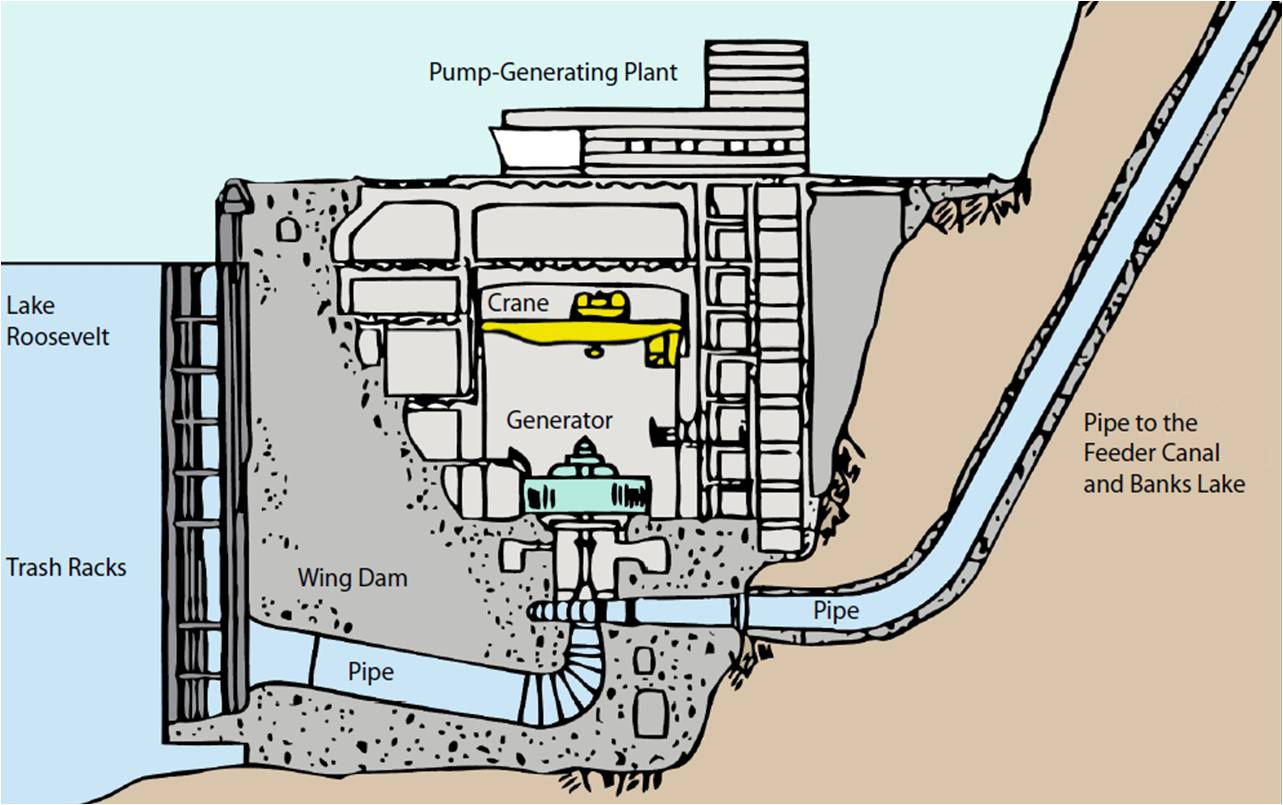
Section de la centrale de pompage-turbinage

Après les pénuries d'énergie dans le nord-ouest durant les années 1960, il fut décidé que les six pompes prévues soient remplacées par des unités de pompage-turbinage. Lorsque la demande d'électricité est forte, celles-ci peuvent fournir de l'énergie avec l'eau issue du lac Banks acheminée par un canal situé à un niveau supérieur à celui du barrage. Les trois premières unités sont installées en 1973 puis deux autres en 1983 et la dernière en 1984. Ces six nouveaux générateurs ajoutent 314 MW à la production totale du barrage. En mai 2009, la centrale de pompage-turbinage est officiellement renommée centrale John W. Keys III d'après le directeur du Bureau of Reclamation de 2001 à 2006.

### Modernisation
Une importante modernisation de la troisième centrale qui abrite les générateurs G19 à G24 commença en mars 2009 et se poursuit encore aujourd'hui. Parmi les équipements à moderniser avant que les générateurs eux-mêmes ne soient améliorés figurent le remplacement de câbles de 500 kV pour les générateurs G19, G20 et G21 et de nouveaux transformateurs pour G19 et G20. La modernisation des générateurs de 805 MW, G22, G23 et G24 est prévue pour commencer en 2011 et devrait durer jusqu'en 2017. L'amélioration des générateurs G19, G20 et G21 n'était pas planifiée en 2010.

## Fonctionnement et bénéfices
L'objectif principal du barrage, l'irrigation, fut retardé par le besoin en électricité lors de la guerre. La centrale électrique commença à produire au moment où la Seconde Guerre mondiale éclata et son électricité était vitale pour l'effort de guerre. Le barrage alimentait les fonderies d'aluminium de Longview et de Vancouver, les usines Boeing de Seattle et les chantiers navals de Portland. En 1943, son électricité fut utilisée pour la production de plutonium sur le site du laboratoire national de Hanford, qui faisait partie du projet Manhattan,. La demande d'énergie du projet était si importante qu'en 1943 deux générateurs initialement destinés au barrage Shasta furent installés à Grand Coulee pour accélérer le calendrier de production d'électricité.

### Irrigation

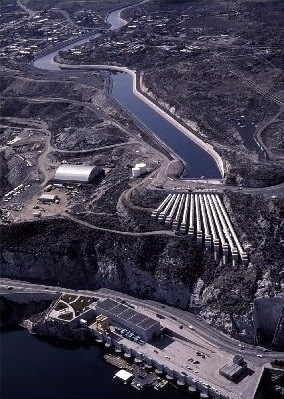
La centrale de pompage-turbinage et le lac Roosevelt se trouvent en bas et le canal reliant le lac Banks est visible en haut

L'eau était pompée via la centrale de pompage-turbinage à travers des canalisations de 3 m de diamètre depuis le lac Franklin D. Roosevelt jusqu'à un canal de 2,6 km. À partir de ce canal, l'eau était transférée jusqu'au lac Banks qui possède une capacité active de stockage de 882 000 000 m3. Les douze pompes de 70 000 chevaux peuvent transférer jusqu'à 45 m3 d'eau par seconde dans le lac. Actuellement, le Columbia Basin Project permet l'irrigation de 2 700 km2 de terres cultivables avec un potentiel de 5 000 km2. Plus de 60 cultures différentes sont réalisées et sont distribuées dans tous les États-Unis.

### Énergie
Le barrage de Grand Coulee abrite quatre centrales électriques comprenant un total de 33 générateurs hydroélectriques. Les centrales originales Gauche et Droite possèdent 18 groupes turbines-alternateurs et la Gauche possède trois groupes supplémentaires pour alimenter les installations du barrage. Le premier générateur fut installé en 1941 et les 18 furent complétés en 1950. La troisième centrale abrite six turbines d'une puissance totale de 4 215 MW. Les groupes G19, G20 et G21 ont une puissance installée de 600 MW mais peuvent opérer à une puissance maximale de 690 MW ce qui porte la production maximale du barrage à 7 079 MW. La centrale de pompage-turbinage contient six unités de pompage-turbinage d'une capacité de 314 MW. Le pompage de l'eau dans le lac Banks consomme 600 MW. Chaque générateur est alimenté en eau par l'intermédiaire d'une conduite forcée individuelle. La plus grande qui fournit la troisième centrale mesure 12 m de diamètre et peut acheminer 990 m3/s. Ainsi, si la puissance installée initiale n'était que de 1 974 MW, elle est actuellement de 6 809 MW.
La production électrique du barrage de Grand Coulee est annoncée à 21 TWh/an en moyenne, soit une production instantanée moyenne avoisinant 2 300 MW.
En 2019, la production s'est élevée à seulement 16,63 TWh, soit 25,1% de la production hydroélectrique de l'État de Washington et 6,1% de celle des États-Unis.
| Emplacement                   | Type                                    | Nombre       | Puissance (MW)    | Puissance totale (MW) |
| Centrale Gauche               | turbine Francis, générateur de service  | 3 (LS1-LS3)  | 10                | 30                    |
| Centrale Gauche               | turbine Francis, générateur principal   | 9 (G1-G9)    | 125               | 1 125                 |
| Centrale Droite               | turbine Francis, générateur principal   | 9 (G10-G18)  | 125               | 1 125                 |
| Troisième Centrale            | turbine Francis, générateur principal   | 3 (G22-G24)  | 805               | 2 415                 |
| Troisième Centrale            | turbine Francis, générateur principal   | 3 (G19-G21)  | 600 (Max: 690 MW) | 1 800                 |
| Centrale de pompage-turbinage | pompage-turbinage, génerateur de pointe | 4 (PG9-PG12) | 53.5              | 214                   |
| Centrale de pompage-turbinage | pompage-turbinage, générateur de pointe | 2 (PG7-PG8)  | 50                | 100                   |
| Total                         |                                         | 33           |                   | 6 809                 |

### Déversoir
Le déversoir du barrage de Grand Coulee mesure 500 m de long et permet le débordement du réservoir à l'aide de portes rotatives. Sa capacité maximale est de 28 000 m3/s. Une crue record en mai/juin 1948 inonda les basses terres en contrebas du barrage et mit en évidence ses capacités limitées de contrôle des crues lorsque le déversoir et les turbines évacuèrent jusqu'à 18 000 m3 d'eau par seconde. Les inondations endommagèrent les rives en aval et la façade du barrage. La crue motiva le Traité de la Rivière Columbia et la construction de barrages en amont au Canada pour réguler le débit de la Columbia.

### Couts-bénéfices
Le Bureau of Reclamation estima en 1932 le coût de construction du barrage (sans la troisième centrale) à 168 millions de dollars ; Son coût réel fut de 163 millions (1,85 milliard de dollars de 1998). Les dépenses pour achever les installations électriques et réparer les défauts de conception au cours des années 1940 et 1950 ajoutèrent 107 millions de dollars. Le coût de la troisième centrale fut estimé à 390 millions en 1967 mais le niveau élevé des couts de construction et les rivalités économiques firent déraper le budget à 730 millions de dollars en 1973 (2,93 milliards de dollars de 1998). Malgré ces dépassements, le barrage devint un succès économique en particulier avec la troisième centrale qui affiche un ratio bénéfice/coût de 2 pour 1. Bien que le Bureau n'ait irrigué que la moitié de la surface initialement annoncée, la valeur brute de la production (en dollars constants) a doublé entre 1962 et 1992 grâce à l'amélioration des techniques agricoles.

## Impact social et environnemental
Le barrage a entrainé de graves conséquences sur les tribus amérindiennes dont la vie traditionnelle reposait sur les saumons et sur la steppe arborée de la zone. Du fait de l'absence d'échelle à poisson sur le barrage, la migration des poissons est complètement stoppée et 1 700 km de zone de reproduction sont supprimés. En supprimant la population de poissons anadromes dans la rivière Okanagan, le barrage de Grand Coulee fournit un nouvel argument à la décision de ne pas installer d'échelle à poisson sur le barrage de Chef Joseph construit en 1953. Les différentes espèces de saumon et d'autres poissons sont incapables d'aller se reproduire dans les bras du bassin de la Columbia Supérieure. L'extinction des poissons migrateurs en amont du barrage a empêché les Spokanes et d'autres tribus de tenir la cérémonie du premier saumon.
Le barrage de Grand Coulee inonda 85 km2 de terres où les amérindiens habitaient et chassaient depuis des millénaires, ce qui imposa le déplacement des campements et des tombes. Kettle Falls, anciennement l'un des plus grands lieux de pêche des Amérindiens fut inondé. Les prises annuelles s'élevant à 600 000 saumons furent éliminées. Dans une étude, le Corps du génie de l'armée des États-Unis estima que les pertes annuelles dépassaient le million de poissons. En juin 1941, les Amérindiens de tout le nord-ouest américain se réunirent à Kettle falls pour une cérémonie des larmes, marquant la fin de la pêche en ce lieu. Un mois plus tard, la zone fut inondée. Le Columbia Basin Project a affecté l'habitat de nombreuses espèces animales dont les effectifs furent fortement réduits. Cependant, on peut noter la création de nouveaux habitats comme des zones humides ou des zones ripariennes. L'impact environnemental du barrage mit effectivement fin au mode de vie traditionnel des amérindiens. Le gouvernement dédommagea finalement les indiens Colville dans les années 1990 avec un versement de 53 millions de dollars et des paiements annuels d'environ 15 millions de dollars.

## Tourisme
Construit à la fin des années 1970, le Visitor Center contient de nombreuses photographies historiques, des échantillons géologiques, des maquettes du barrage et des turbines et un cinéma. Le bâtiment fut conçu par Marcel Breuer et ressemble à un rotor de générateur. Depuis mai 1989, un spectacle son et lumière à base de lasers est projeté durant les soirs d'été sur la face aval du barrage. Le spectacle inclut des représentations à taille réelle de cuirassés ou de la statue de la Liberté ainsi que l'histoire de la construction de l'ouvrage. Des visites de la troisième centrale électrique sont proposées au public et durent une heure. Les visiteurs peuvent emprunter un ascenseur au sommet de l'une des conduites forcées pour observer les générateurs 120 m plus bas,.

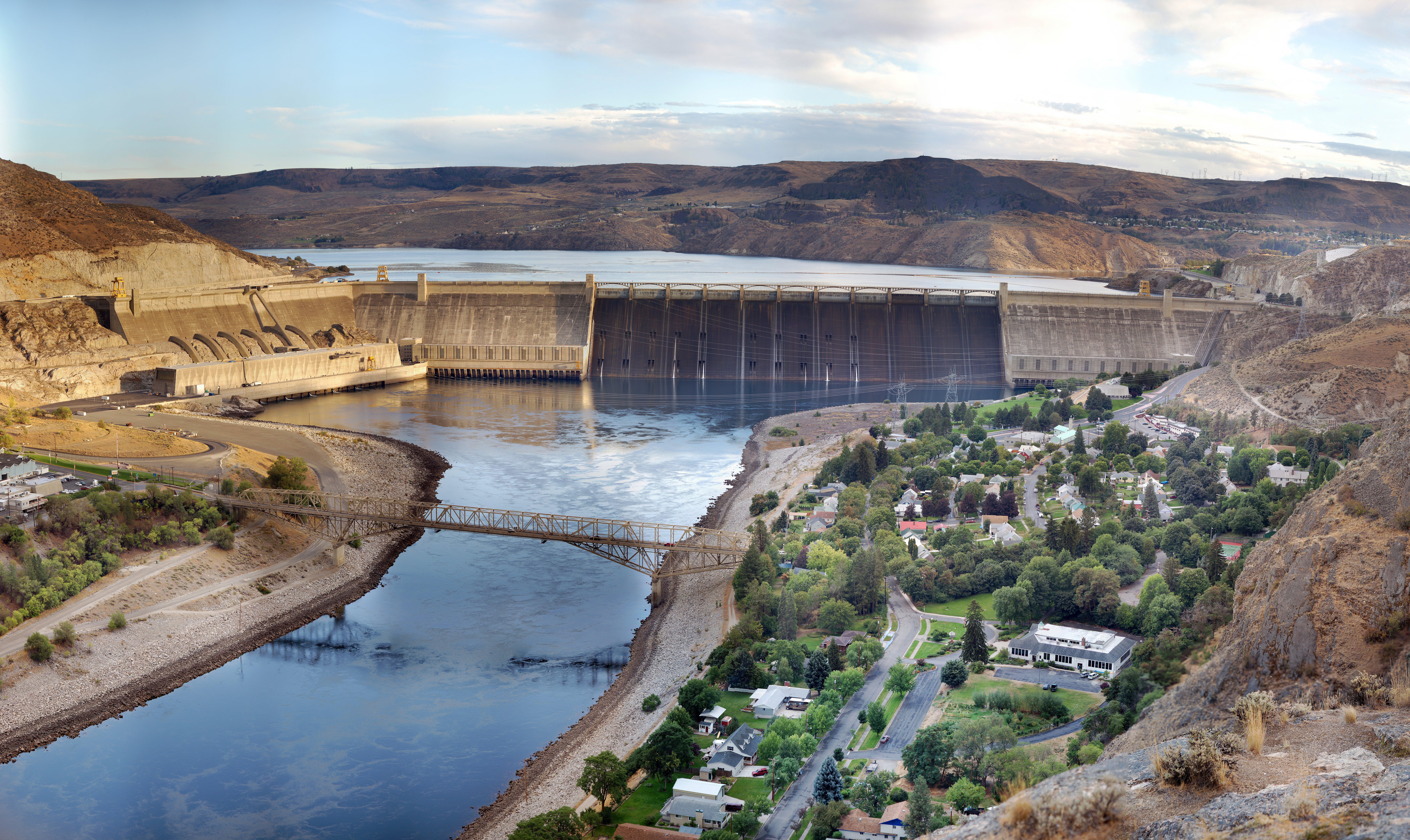
Vue panoramique du barrage depuis la ville de Coulee Dam en aval. La troisième centrale se trouve à gauche